# Jocelyn Gourvennec
Jocelyn Gourvennec (* 22. März 1972 in Brest) ist ein ehemaliger französischer Fußballspieler und heutiger -trainer. Zurzeit ist er Cheftrainer des Servette FC. 

## Spielerkarriere
Ausgebildet bei seinem Jugendverein FC Lorient, startete Gourvennec bei Stade Rennes seine Profikarriere. Nachdem er mit Rennes 1994 in die erstklassige Division 1 aufgestiegen war, verließ er den Verein ein Jahr später und schloss sich dem Meister FC Nantes an. Dort erreichte Gourvennec das Halbfinale der Champions League, wo die Mannschaft erst dem späteren Sieger Juventus Turin unterlag.
Seine erfolgreichste Zeit als Spieler erlebte Gourvennec bei Olympique Marseille, wo er 1999 an der Seite von Laurent Blanc und Robert Pirès Vizemeister wurde und das UEFA-Cup-Finale von Moskau erreichte, welches der AC Parma jedoch 3:0 für sich entscheiden konnte.
Da seine Mutter aus Deutschland kommt, spricht er neben Französisch auch Deutsch.

## Trainerkarriere

### Werdegang
Nach seiner aktiven Zeit als Spieler begann der Bretone im Jahr 2008 seine Trainerkarriere beim Amateurverein La Roche VF.
Nach zwei Jahren wechselte Gourvennec die Reihen und landete beim Drittligisten EA Guingamp. Unter seiner Führung schaffte es der Verein, zwei Mal aufzusteigen – 2013 schließlich in die Ligue 1. 2014 gewann Gourvennec mit Guingamp den Coupe de France, wo sein alter Verein Stade Rennes im innerbretonischen Finale geschlagen wurde. Im darauffolgenden Jahr erreichte die Mannschaft das Sechzehntelfinale der UEFA Europa League, wo man gegen das ukrainische Spitzenteam von Dynamo Kiew knapp scheiterte.
Nach sechs Jahren in Guingamp wurde Gourvennec als neuer Trainer beim Traditionsverein Girondins Bordeaux vorgestellt – dort trat er die Nachfolge von Willy Sagnol an. Zwischenzeitlich wurde Gourvennec auch von Borussia Mönchengladbach und RB Leipzig als Trainer umworben. Am 18. Januar 2018 gab der Verein wegen Erfolglosigkeit die Trennung von Gourvennec sowie seinen Assistenten Eric Blahic und Kevin Plantet bekannt.
Nach der Entlassung seines Nachfolgers Antoine Kombouaré bei Guingamp war er von November 2018 bis Juni 2019 dort wieder als Trainer eingestellt. Zur Spielzeit 2021/22 übernahm er den Vorjahresmeister OSC Lille als Cheftrainer und trainierte den Verein bis Saisonende.
Ende November 2023 übernahm er das Traineramt des FC Nantes. Am 17. März 2024 trennte sich Nantes von Gourvennec.
Auf die Saison 2025/26 übernahm Gourvennec den Posten als Cheftrainer des Schweizer Traiditonsvereins Servette FC.

### Erfolge
EA Guingamp
- Französischer Pokalsieger: 2013/14

OSC Lille
- Französischer Superpokalsieger: 2021